# Lissodema ceylonicum
Lissodema ceylonicum es una especie de coleóptero de la familia Salpingidae.

## Distribución geográfica
Habita en Sri Lanka.